# لیام مک‌اینتایر
لیام مک اینتایر (انگلیسی: Liam McIntyre؛ زادهٔ ۸ فوریهٔ ۱۹۸۲) یک هنرپیشه اهل استرالیا است. وی از سال ۲۰۰۷ میلادی تاکنون مشغول فعالیت بوده‌است.
از فیلم‌ها یا برنامه‌های تلویزیونی که وی در آن نقش داشته است می‌توان به افسانه هرکول و اسپارتاکوس: جنگ نفرین‌شده و اسپارتاکوس: انتقام اشاره کرد.